# Дуггінген
Дуггінген (нім. Duggingen) — громада  в Швейцарії в кантоні Базель-Ланд, округ Лауфен.

## Географія
Громада розташована на відстані близько 60 км на північ від Берна, 11 км на захід від Лісталя.
Дуггінген має площу 5,9 км², з яких на 12,7% дозволяється будівництво (житлове та будівництво доріг), 28,8% використовуються в сільськогосподарських цілях, 57,2% зайнято лісами, 1,4% не є продуктивними (річки, льодовики або гори).

## Демографія
2019 року в громаді мешкало 1547 осіб (+6,9% порівняно з 2010 роком), іноземців було 19,3%. Густота населення становила 264 осіб/км².
За віковим діапазоном населення розподілялося таким чином: 20,2% — особи молодші 20 років, 62,5% — особи у віці 20—64 років, 17,3% — особи у віці 65 років та старші. Було 655 помешкань (у середньому 2,3 особи в помешканні).
Із загальної кількості 661 працюючого 23 було зайнятих в первинному секторі, 304 — в обробній промисловості, 334 — в галузі послуг.